# Андрей Мартинов
 Тази статия е за ентомолога.  За актьора вижте Андрей Мартинов (актьор).  
Андрей Василиевич Мартинов (1879 – 1938) е руски ентомолог и палеонтолог, основател на Руската палеоентомологична школа.

## Научна дейност
Първоначално се занимава с молците и ракообразните, а по-късно насочва вниманието си към изучаването на изкопаемите насекоми на територията на новосъздадения Съветски съюз (в Казахстан и Сибир).
Занимава се със сравнителна морфология на изкопаемите и съвременните насекоми, а описанията му на еволюционните им взаимоотношения изпреварват времето му. Класификацията на описаните от него няколко големи рода е актуална и сега.